# Demon Beast Invasion
Demon Beast Invasion (яп. 妖獣教室 Ё:дзю: кё:сицу гакуэн) — порнографическая манга Тосио Маэды, два тома которой были опубликованы в 1989 году. В 1990 году по мотивам манги было создано одноимённое аниме в формате OVA, в 1995 году вышло продолжение — Demon Beast Resurrection (яп. 妖獣教室外伝 Ё:дзю: кё:сицу гайдэн). В 1990-х годах в США по мотивам манги был также выпущен одноимённый комикс.
В США, где манга была лицензирована компанией Central Park Manga, она вошла в число бестселлеров 2001 года. Критик Mania.com Крис Беверидж назвал мангу «одной из слабейших» у Маэды. Она, по сути, является смешением жанров порнографии, научной фантастики и ужасов.

## Сюжет
На Землю вторглась инопланетная демоническая раса, представители которой мечтают захватить планету. Однако, поскольку окружающая среда Земли вредна для демонов, они решают оплодотворить как можно больше человеческих женщин и создать новую расу полудемонов. Впоследствии, как полагают демоны, эта новая раса станет править на Земле.